# District municipal de New-Juaben
Le district municipal de New Juaben est l’un des 17 districts de la Région Orientale (Ghana).

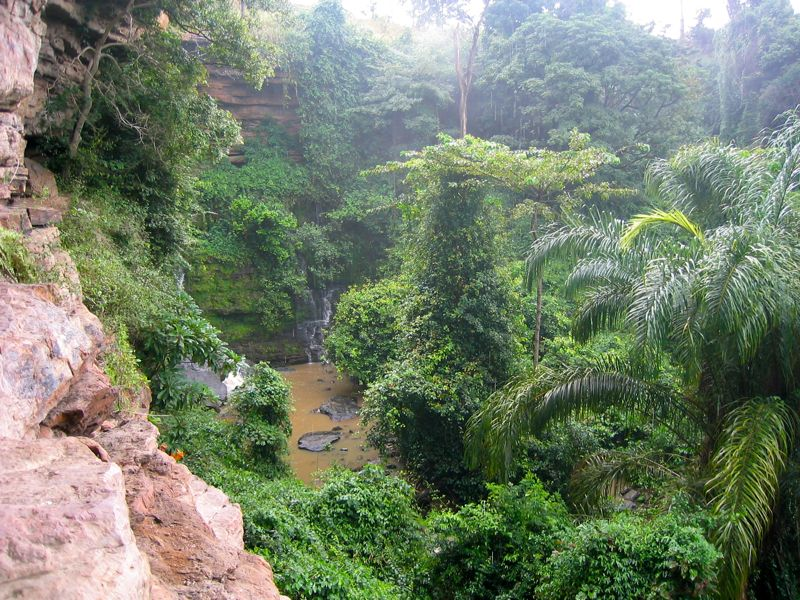
Chutes d'Akan